# عرب المستقبل
عربي المستقبل عبارة عن سلسلة كتب هزلية عن السيرة الذاتية لرياض سطوف تم إنشاؤها عام 2014 ونشرتها طبعات ألاري. تحتوي السلسلة على 6 مجلدات.

## المحتوى
يروي "عربي المستقبل" طفولة المؤلف ومراهقته في ليبيا وسوريا، وهما دولتان اتسمتا آنذاك بأيديولوجية الاشتراكية العربية وفي فرنسا.
في المجلد الأول، يصف رياض لقاء والديه واستقرارهما في ليبيا، ثم في قرية تير معلة في سوريا. إنه يضع الأسس للموضوعات الرئيسية للسلسلة. : صورة الأب، والسياق الجيوسياسي في الشرق الأوسط في ذلك الوقت، والتناقض بين الثقافات والتقاليد الأوروبية والشرقية.
وفي المجلد الثاني، يروي بشكل خاص ظروف حياته عندما كان تلميذًا في قريته الريفية السورية تير معلة من خلال الدروس، والعلاقات بين الأطفال، ومكانة الدين والسياسة في النظام المدرسي وكذلك الأكاديمي. الضغوط التي يمارسها والده.
وفي المجلد الثالث، يؤكد رياض على الاختلافات الثقافية بين الشرق والغرب : فهو يستحضر المناسبات الدينية مثل عيد الميلاد ورمضان، ومسألة الدين بشكل عام (الإسلام والمسيحية) وسياق ختان.
في المجلد الرابع، يروي بشكل رئيسي فترة مراهقته في كيب فريهيل مع والدته وإخوته، بينما يعيش والده، الذي أصبح متدينًا بشكل متزايد وعنصريًا ومنكرًا للهولوكوست، وحيدًا في المملكة العربية السعودية. يمثل هذا المجلد القطيعة النهائية بين الأب وبقية أفراد الأسرة (وهو أمر تم إعداده بالفعل في المجلدات السابقة)، خاصة بسبب الاختلافات في الأفكار وأنماط الحياة التي تتعارض معهم.
ويروي المجلد الخامس حياة عائلته بعد اختطاف والده شقيقه الأصغر فادي. رياض يروي الدمعة بين حياته” سن المراهقة » يشمل تساؤلاته حول مستقبله، ودائرته الاجتماعية واكتشافه لمشاعر الحب، وحياته العائلية التي تميزت باختطاف فادي، ووسائل العثور عليه، وتشويه صورة الأب.
يعرض المجلد السادس والأخير الحياة الفنية للرياض. ولا تزال والدته في حالة يأس من اختطاف ابنها الأصغر فادي. يواصل والده الغائب تسميم حياته بعد رحيله. يكشف هذا المجلد عن حل المآسي التي هزت عائلته، وصولاً إلى الحرب في سوريا. نكتشف أيضًا حياته المهنية كطالب، وبداياته في السينما، وقبل كل شيء كيف حقق حلم حياته. : أصبح مؤلف الكتاب الهزلي. تتميز هذه السنوات بغياب الأب، الذي يظل صوته حاضرا في كل مكان طوال القصة، على شكل فقاعة حمراء صغيرة عالقة في زاوية كل لوحة تقريبا.

## قائمة المجلدات
1. شباب في الشرق الأوسط (1978-1984)، 15 مايو (ردمك 978-2-37073-014-5)
2. شباب في الشرق الأوسط (1984-1985)، 11 يونيو (ردمك 978-2-37073-054-1)
3. شباب في الشرق الأوسط (1985-1987)، 6 (ردمك 978-2-37073-094-7)
4. شباب في الشرق الأوسط (1987-1992)، 27 (ردمك 978-2-37073-125-8)
5. شباب في الشرق الأوسط (1992-1994)، 5 (ردمك 978-2-37073-352-8)
6. شباب في الشرق الأوسط (1994-2011)، 24 (ردمك 978-2-37073-424-2)

## انجاز

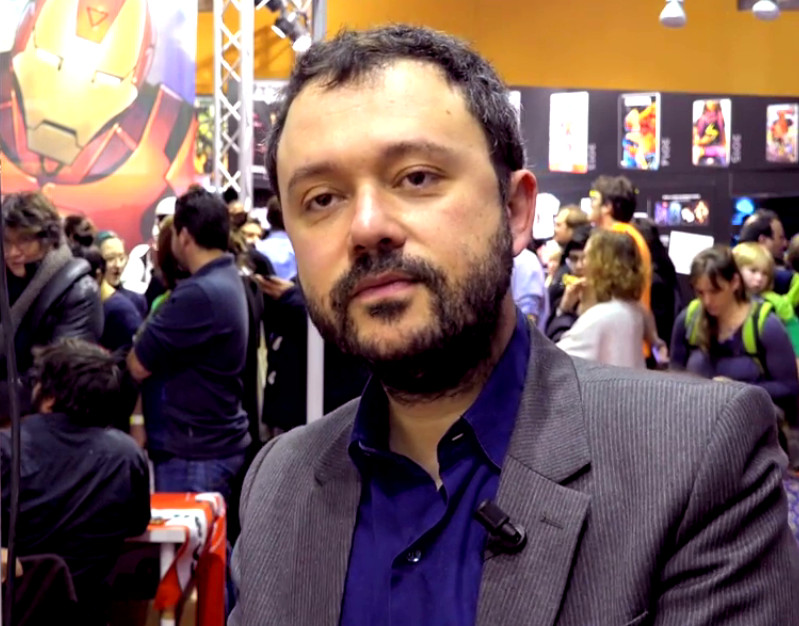
رياض سطوف عام 2017.

حتى لو كانت سوريا مصدر إلهام لأعماله منذ فترة طويلة، إلا أن اندلاع الحرب الأهلية السورية هو الذي دفع رياض سطوف إلى تحقيق مشروعه. منذ الفشل التجاري لفيلمه جاكي في مملكة البنات، عزل نفسه للعمل على هذه القصة العائلية القريبة من قلبه والتي يجد صعوبة في سردها.
يعتمد بشكل أساسي على ذكرياته، وهذا ما يفسر الإشارات المنتظمة إلى الروائح ووجهة النظر الطفولية.
يختلف اللون السائد للرسوم التوضيحية وصفحات القصص المصورة حسب موقع الحدث : الأزرق لفرنسا، والوردي لسوريا ولبنان، والأصفر لليبيا، والأخضر الفاتح لجيرسي، والأحمر للخيال أو الخيال أو العناصر العنيفة. وبحسب رياض سطوف فإن رمز اللون هذا “ فرضت نفسها بسهولة تامة... هذه هي ألوان العاطفة ».
وفي نهاية عام 2018، أعلن رياض سطوف أن السلسلة ستتكون في النهاية من ستة مجلدات.

## استقبال نقدي
عند إصداره، حقق المجلد الأول نجاحًا كبيرًا.
حصل على العديد من الجوائز، بما في ذلك جائزة فوف الذهبي لأنغوليم.
في يونيو 2015، بعد وقت قصير من إصدار المجلد الثاني، الموصوف بأنه « سيرة ذاتية ممتازة» بقلم لوفيجارو، إعلن عن المجلد بالفعل باعتباره نجاحًا في المكتبة حيث بيع 75 000 نسخة.
في عام 2016، بيع من المجلدين الأولين أكثر من مليون نسخة (700 000 في فرنسا) وتُرجمت إلى سبع عشرة لغة.
في فرنسا، تستنكر مراجعة أجراها أحد الأكاديميين ونشرت في أوريون 21 أن العمل يمكن أن يعزز بعض الصور النمطية المتعلقة بالعرب. ندى يافع تكتب في نداء للغة العربية، المشرق الحادي والعشرون ليبرتاليا، 2023، ص. 164، كشف لوران بونفوا عن رسم كاريكاتوري للعربي "القذر، العنيف، المتخلف، الغبي دائما، المبتذل، المتعصب، وبالطبع... المعادي للسامية "، ليرد عليه صطوف بأنه يصور الفرنسيين بالقدر نفسه. ومع ذلك، يؤكد صحافي من مجلة "نيويوركر" في ملف خاص برياض سطوف أن "عربي المستقبل" كتاب يحظى بشعبية كبيرة بين المغتربين السوريين. يقول صبحي الحديدي، صحفي يساري ومعارض للنظام السوري، إن صطوف “ عادلاً ومخلصاً لما يراه. ولا يزين الواقع ". ومن جانبه يقول الشاعر السوري أدونيس إن صطوف “ إظهر الأشياء كما هي ". كما يلتقي الصحفي بعدد من المثقفين الجزائريين الذين اندهشوا من التشابه بين طفولة سطوف وطفولة بومدين في جزائر بومدين.
الاستقبال النقدي في جميع أنحاء العالم ممتاز: اختير المجلد 2 " الرواية المصورة لهذا الشهر » بقلم صحيفة الغارديان الإنجليزية وتصفها صحيفة نيويورك تايمز بأنها «استثنائية فنيا».
في مجلة كاراكتير، ذكرت الصحفية إيزابيل كالفو دوفال أنه في عام 2015، بيع 343٬300 نسخة من المجلدين الأولين من السلسلة، مما يجعلها الأعمال الثالثة والرابعة الأكثر مبيعًا لهذا العام (بعد بردية قيصر ومرحبًا بكم في المراهقة).
وفي عام 2018، وفقًا لـ RTL، تمثل مبيعات المجلدات الثلاثة الأولى أكثر من مليون ونصف نسخة، والترجمات موجودة في اثنتين وعشرين لغة، ولكن ليس باللغة العربية.

## الجوائز والتقدير

### المجلد 1
- جائزة دينار بحريني ستاس/مدينة سانت إتيان[17]
- جائزة كاريكاتير آر تي إل الكبرى 2014 [17]
- الظبي الذهبي : جائزة أفضل ألبوم في مهرجان أنغوليم 2015[6]
- جائزة فناك للقصص المصورة النهائية لعام
- جوائز لوس أنجلوس للكتاب 2015 في فئة الروايات المصورة/القصص المصورة[18][19] للنسخة الأمريكية ( عربي المستقبل: طفولة في الشرق الأوسط، 1978-1984: مذكرات مصورة )
- جائزة سبرينج لأفضل شريط فكاهي أجنبي 2016

### المجلد 2
الاختيار الرسمي لمهرجان أنغوليم 2016

### المجلد 3
- الاختيار الرسمي لمهرجان أنغوليم 2017
- جائزة أورهودن لأفضل ألبوم أجنبي 2018

### المجلد 4
- الاختيار الرسمي لمهرجان أنغوليم 2019
- جائزة التميز لمهرجان الفنون الإعلامية اليابانية لعام 2020[20]

## الترجمات
المجلد 2 طبعات مذكورة في 15 لغة : الفرنسية، الألمانية، الإنجليزية، البرازيلية، الكاتالونية، الكورية، الدانمركية، الإسبانية، الفنلندية، الإيطالية، الهولندية، النرويجية، البولندية، البرتغالية والسويدية.
يضيف المجلد 3 6 لغات إلى ما سبق : الأمريكية والكرواتية واليونانية والروسية والسلوفينية والتشيكية.
يضيف المجلد الرابع اللغتين الرومانية والصربية إلى هذه اللغات الـ 21، لكنه لم يعد يذكر اليونانية.
اعتبارًا من عام 2023، لم يترجم كتاب المستقبل العربي إلى اللغة العربية بعد.